# الدوري الإكوادوري لكرة القدم 1963
الدوري الإكوادوري لكرة القدم 1963 (بالإسبانية: Campeonato Ecuatoriano de Fútbol 1963)‏ هو الموسم 5 من الدوري الإكوادوري لكرة القدم. أشرف على تنظيمه اتحاد الإكوادور لكرة القدم، وكان عدد الأندية المشاركة فيه 11، وفاز فيه برشلونة جواياكويل.